# Type Hercule
Pour les articles homonymes, voir Hercule (homonymie) et Dupré.

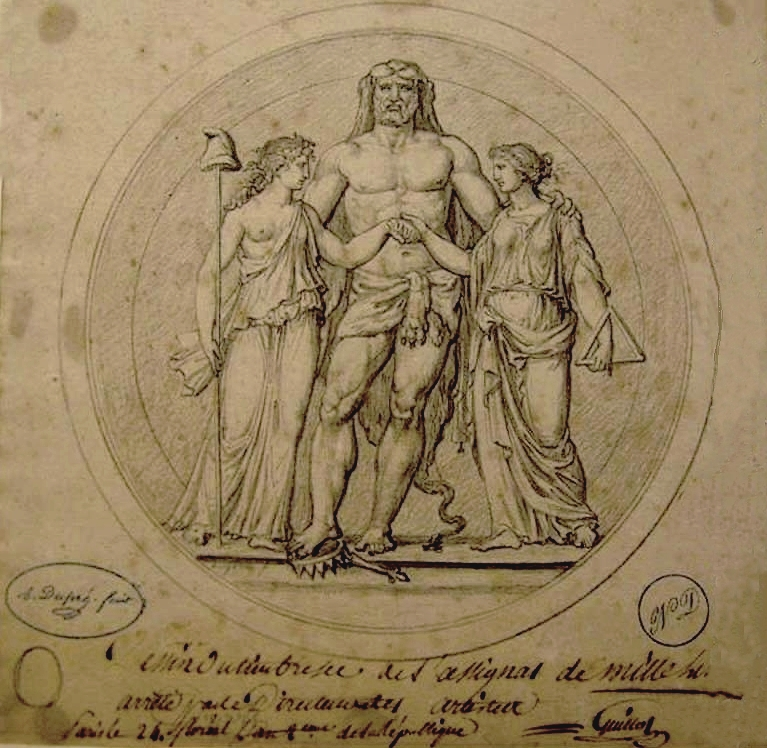
Dessin original du motif, par Augustin Dupré.

Le type Hercule est une série de monnaies françaises dont le modèle original a été dessiné et gravé par Augustin Dupré en 1795. Ce type iconographique a été réutilisé de nombreuses fois dans les émissions monétaires françaises.
L'avers représente Hercule, coiffé de la peau du lion de Némée et armé d'une massue, entouré, à sa droite de la République qui tient une pique coiffée d'un bonnet phrygien, et à sa gauche de la Justice qui tient un niveau triangulaire. La devise Union et Force est remplacée depuis 1848 par Liberté-Égalité-Fraternité.
Le revers présente la valeur entourée d'une couronne de feuilles de chêne à droite et d'olivier à gauche, le millésime et les marques d'atelier et la légende République française.
La première émission est historique car sous le module de l'écu de 5 francs en argent, c'est l'application du nouveau système métrique qui définit les caractéristiques de la monnaie par la loi du 28 thermidor an III (15 août 1795) lui donnant le nom de franc et la valeur de 5 grammes d'argent au titre de 900/1000e. La frappe, de l'an IV de la Première République (1796) est la première monnaie française à arborer le mot franc. Par la suite, le Franc Germinal est créé par Bonaparte en l'an IX.
Le type a été repris par la IIe République en 1848 avec deux légères modifications : le bonnet phrygien sur la pique est remplacé par une main de justice et la Justice perd son chignon, puis par la IIIe République en 1870 pour l'écu de 5 francs qui revient au dessin original.
La Ve République réutilise le motif créé par Dupré pour ses frappes de prestige : 10 francs et 50 francs en argent ; émission commémorative de 5 francs pour le 200e anniversaire de l'écu de 5 francs ; 10 € (argent), 100 € (argent) et 1 000 € (or) à l'Hercule modernisé gravé par Joaquin Jimenez.

## Tableau des émissions
| Années       | Valeur    | Diamètre | poids | Tranche                              | Métal        | Tirage total | Commentaires                                                                              |  |
| ------------ | --------- | -------- | ----- | ------------------------------------ | ------------ | ------------ | ----------------------------------------------------------------------------------------- |  |
| 1795 à 1802  | 5 francs  | 37 mm    | 25 g  | en creux « Garantie Nationale »      | argent 900   | 21 247 401   | légende « Union et Force »                                                                |  |
| 1848 et 1849 | 5 francs  | 37 mm    | 25 g  | en relief « Dieu Protège La France » | argent 900   | 51 925 769   | légende « Liberté-Égalité-Fraternité »                                                    |  |
| 1870 à 1877  | 5 francs  | 37 mm    | 25 g  | idem                                 | argent 900   | 72 769 818   | idem                                                                                      |  |
| en 1871      | 5 francs  | 37 mm    | 25 g  | idem                                 | argent 900   | 256 410      | différent : Trident, émission de la Commune de Paris, dite « 5 Fr. Camélinat », très rare |  |
| 1964 à 1973  | 10 francs | 37 mm    | 25 g  | en relief : symboles des métiers     | argent 900   | 39 122 400   | année 1964 très rare, peu de circulation                                                  |  |
| 1974 à 1980  | 50 francs | 41 mm    | 30 g  | idem                                 | argent 900   | 48 332 200   | peu circulante                                                                            |  |
| 1996         | 5 francs  | 29 mm    | 10 g  | cannelée                             | cupro-nickel | 4 976 213    | commémorative des 200 ans du type de Dupré                                                |  |
| 2011         | 100 euro  | 47 mm    | 50 g  | lisse                                | argent       | 50 000       | Hercule modernisé par Joaquin Jimenez ; ne circule pas                                    |  |
| 2011-2012    | 1000 euro | 39 mm    | 20 g  | lisse                                | or           | 10 000       | Hercule modernisé par Joaquin Jimenez ; ne circule pas                                    |  |
| 2011-2012    | 5000 euro | 45 mm    | 75 g  | lisse                                | or           | 2 000        | Hercule modernisé par Joaquin Jimenez ; ne circule pas                                    |  |

Les dites « pièces de prestige » de 10 francs et 50 francs ont été très thésaurisées, d'autant plus que dès 1973, le prix de l'argent métal ne cessait d'augmenter. Les autorités monétaires cessèrent la frappe de la pièce de 10 francs dont la valeur à la refonte approchait trop de sa valeur faciale. Une pièce de 20 francs devait la remplacer, mais l'augmentation des cours du métal et l'inflation prirent de vitesse les autorités et seules quelques très rares exemplaires furent remis à des personnalités. Finalement une pièce de 50 francs vit le jour en 1974 et remplit les bas de laine des français. D'un poids de 30 g, ce fut la plus grosse pièce en argent ayant cours légal frappée par la France depuis la Révolution. En 2011, la « pièce de prestige » de 100 euros devient la pièce française ayant cours légal avec le plus lourd poids d'argent depuis la Révolution.

## Galerie

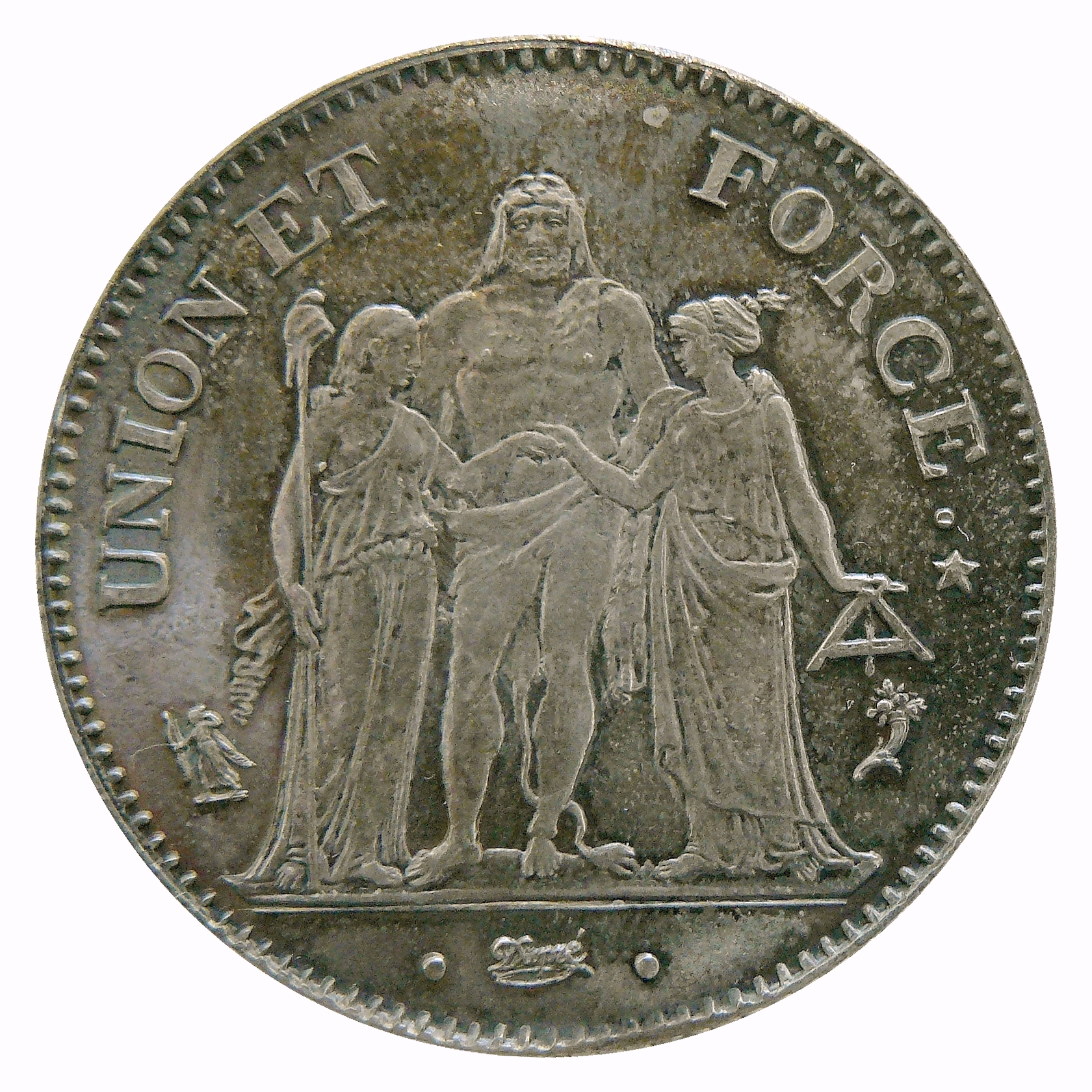
Le premier type gravé en 1795 (an IV, revers).
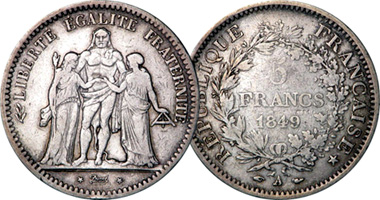
Le type courant, IIe, IIIe (revers et avers), et Ve République (revers seulement).
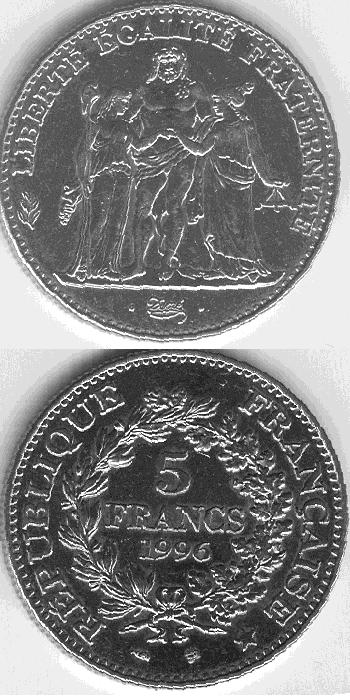
Revers et avers de la pièce de 5 francs de 1996 en nickel.